# Acer undulatum
Acer undulatum — вид клена ендемічний для Бабадаг поблизу Фетхіє в провінції Мугла, на південному заході Туреччини. Це мале повільноросле дерево. Зустрічається на осипних схилах над кедрами. 
Насіння завдовжки 4.86 мм, ушир 3.07 мм, завтовшки 2.82 мм.